# East Northamptonshire
Le East Northamptonshire est un ancien district non métropolitain du Northamptonshire, en Angleterre. Comme son nom l'indique, il était situé tout à l'est du comté, à la frontière du Cambridgeshire. Son chef-lieu était Thrapston.

## Histoire
Ce district est créé le 1er avril 1974 par le Local Government Act 1972. Il est issu de la fusion du borough municipal de Higham Ferrers avec les districts urbains d'Irthlingborough, Oundle, Raunds et Rushden, ainsi que les districts ruraux d'Oundle et Thrapston et une partie du district rural de Wellingborough. Il disparaît le 1er avril 2021 et laisse place à l'autorité unitaire du North Northamptonshire.

## Géographie
Le district est composé des villes et paroisses civiles suivantes :
- Aldwincle, Apethorpe, Ashton
- Barnwell, Benefield, Blatherwycke, Brigstock, Bulwick
- Chelveston cum Caldecott, Clopton, Collyweston, Cotterstock
- Deene, Deenethorpe, Denford, Duddington with Fineshade
- Easton on the Hill
- Fotheringhay
- Glapthorn, Great Addington
- Hargrave, Harringworth, Hemington, Higham Ferrers
- Irthlingborough, Islip
- King's Cliffe
- Laxton, Lilford cum Wigsthorpe, Little Addington, Lowick, Luddington, Lutton
- Nassington, Newton Bromswold
- Oundle
- Pilton, Polebrook
- Raunds, Ringstead, Rushden
- Southwick, Stanwick, Stoke Doyle, Sudborough
- Tansor, Thorpe Achurch, Thrapston, Thurning, Titchmarsh, Twywell
- Wadenhoe, Wakerley, Warmington, Woodford, Woodnewton
- Yarwell